# قلنسوي ليلي
قلنسوي ليلي (الاسم العلمي: Mycena noctilucens) هو نوع من الفطريات يتبع جنس القلنسوي من الفصيلة القلنسوية. والغزل الفطري لهذا الفطر يمتلك الخاصية الضيائية الحيوية.